# Grande Fourche (massif du Mont-Blanc)
Pour les articles homonymes, voir Grande Fourche.
La Grande Fourche est un sommet du massif du Mont-Blanc situé entre le département français de la Haute-Savoie et le canton du Valais en Suisse qui culmine à 3 611 ou 3 619 m,.
Située au nord de l'aiguille d'Argentière, elle domine le glacier du Tour à l'ouest et le glacier de Saleinaz à l'est.